# Stadionul 1 Mai (Slatina)
Stadionul 1 Mai là một sân vận động đa năng ở Slatina, hạt Olt và hiện đang được sử dụng chủ yếu cho các trận đấu bóng đá, là sân nhà của CSM Slatina kể từ năm 2017. Trong quá khứ, đây cũng là sân nhà của Oltul Slatina và Inter Olt Slatina. Sân chứa 10.000 người (6.500 chỗ ngồi).